# Estação Ferroviária de Rio Tinto
A Estação Ferroviária de Rio Tinto é uma interface da Linha do Minho, que serve a cidade de Rio Tinto, no município de Gondomar, em Portugal.

## Descrição

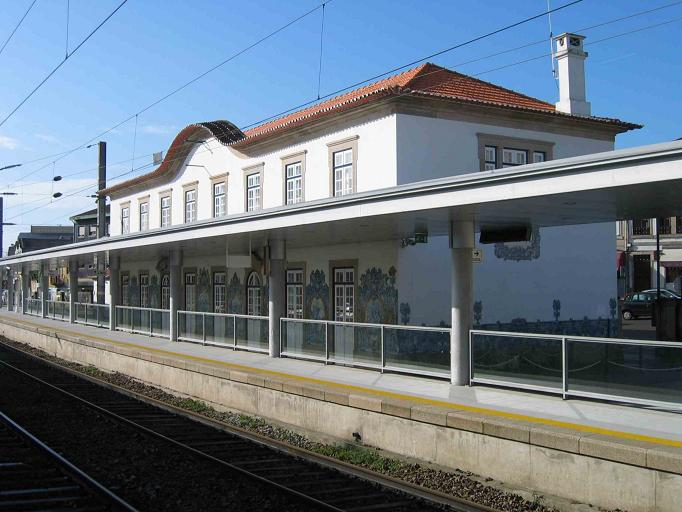
Estação de Rio Tinto, em 2008.

### Localização e acessos
Esta interface situa-se junto ao Largo da Estação dos Caminhos de Ferro (também chamada Praça da Estação), na localidade de Rio Tinto e junto ao curso de água epónimo.
Neste local a Linha do Minho situa-se próxima da via da linha F (laranja) do Metro do Porto, situando-se a respetiva Estação de Campainha a pouco mais de meio quilómetro da estação ferroviária de Rio Tinto, distância significativamente menor que a separa da estação de metro homónima. A C.P. considera a sua estação como de transbordo para o Metro do Porto, sem especificar a estação correspondente, enquanto que a Metro do Porto não indica quaisquer transbordos na sua documentação sobre as estações abrangidas.

### Infraestrutura
Como apeadeiro de uma linha em via dupla, esta interface apresenta-se nas duas vias de circulação (I e II) cada uma acessível por plataforma — uma de 150 m de comprimento e a outra com 161 m, e ambas com 86 cm de altura.

#### Edifício
O edifício de passageiros situa-se do lado oés-noroeste da via (lado esquerdo do sentido ascendente, para Monção).

##### Azulejos
A estação está decorada com vários painéis de azulejo polícromos da autoria do pintor João Alves de Sá, produzidos na Fábrica da Viúva Lamego e instalados em 1936; representam a lenda da origem do nome de Rio Tinto e cenas da história e do quotidiano local. No painel sobre a batalha lê-se: «Batalha em 824 entre Abd-el-Raman Kalifa de Cordoba e o Conde Hermenegildo».

### Serviços
Esta interface é utilizada pela operadora Comboios de Portugal num total de 80 circulações diárias em cada sentido aos dias úteis, quase todas nos serviços urbanos da sua Divisão do Porto denominados Linha do Marco, Linha de Braga, e Linha de Guimarães, e uma em serviço regional.

## História

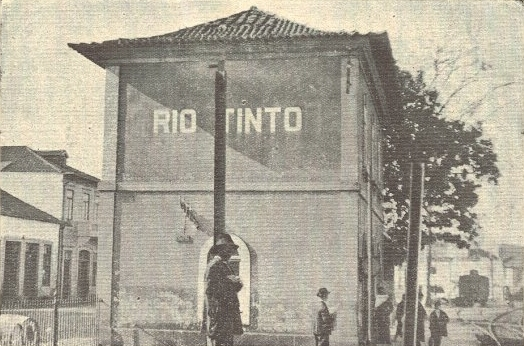
Antigo edifício da Estação de Rio Tinto

### Século XIX
Esta estação encontra-se no troço da Linha do Minho entre Campanhã e Nine, que entrou ao serviço, junto com o Ramal de Braga, em 21 de Maio de 1875.

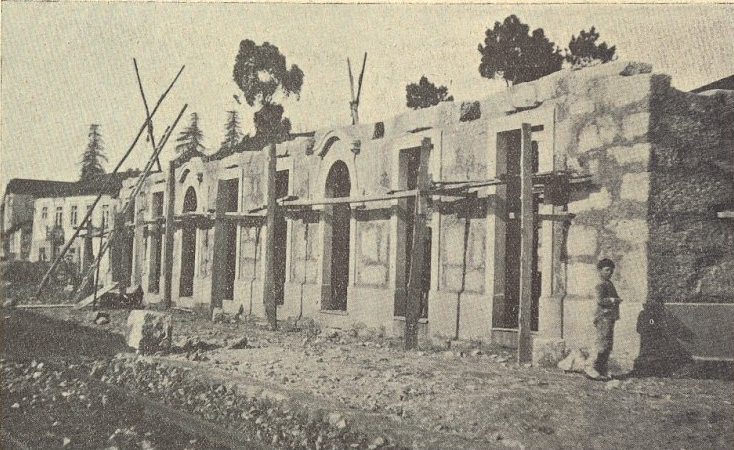
Construção da nova estação, em 1935.

### Século XX
Na reunião do Conselho de Ministros de 10 de Janeiro de 1934, foram aprovadas as condições para os contratos definitivos para a realização de várias obras nesta estação, referentes à execução de terraplanagens, e à instalação de uma passagem inferior, do edifício de passageiros, das retretes, da fossa e das canalizações, de um cais coberto e outro descoberto, de uma plataforma de passageiros e a correspondente calçada, dos muros de suporte e das vedações. A estação tem uma placa em cerâmica com o texto «Concurso das Estações floridas – 1º Prémio 1943 S.N.I.».
Até pelo menos, 1988, esta interface mantinha a classificação de estação, tendo sido despromovida a apeadeiro antes de 2011.

### Século XXI
Na Década de 2000, a empresa Rede Ferroviária Nacional estudou a quadruplicação do lanço da Linha do Minho entre Contumil e Ermesinde, sendo um das principais problemas o atravessamento de Rio Tinto, onde a via corre junto à malha urbana. Esta situação podia ser resolvida de duas formas: ou a linha seria quadruplicada à superfície, ou então seria enterrada, passando por debaixo da cidade num túnel. Em Março de 2007, a empresa elaborou um estudo comparativo entre as duas soluções, tendo-se chegado à conclusão que o rebaixamento iria deixar a obra mais longa em cerca de um ano e cinco meses, e 50% mais dispendiosa, apesar das grandes expropriações que seriam necessárias para quadruplicar a linha à superfície. Porém, os resultados do estudo foram contestados pelos habitantes de Rio Tinto, tendo a Agência Portuguesa do Ambiente recebido doze exposições, que incluíram um abaixo-assinado com mais de trezentos subscritores e várias reclamações por parte das autarquias do Porto e de Gondomar, da Junta de Freguesia de Rio Tinto, e da Assembleia Municipal de Gondomar, principalmente do Grupo Parlamentar do Partido Social Democrata naquele órgão.

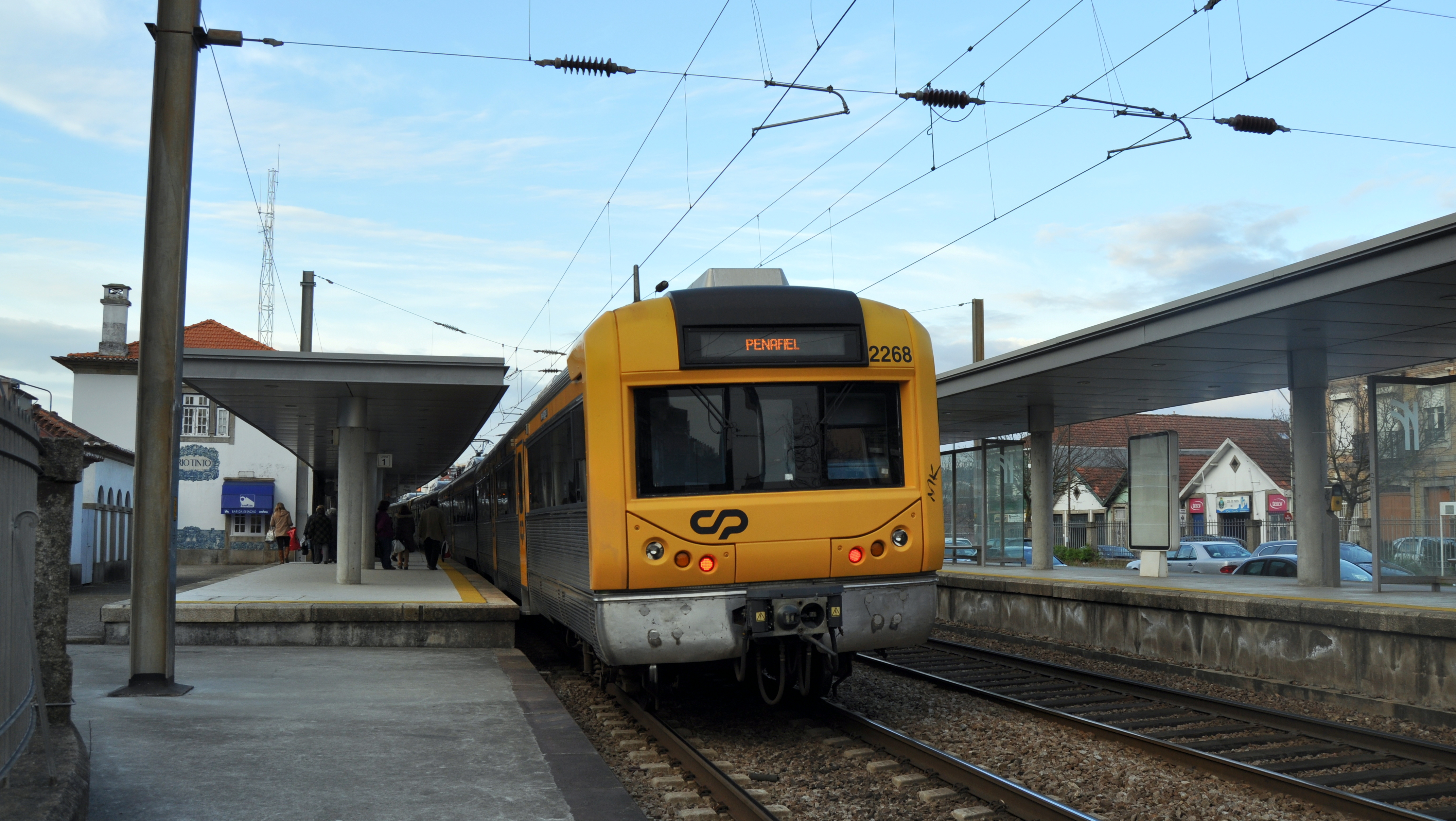
Automotora da Série 2240 na estação de Rio Tinto, em 2014.

Além das demolições que teriam de ser feitas, os habitantes também receavam que a quadruplicação iria piorar o efeito barreira que já estava a ser provocado pela presença da linha. Em resposta a estas críticas, a Rede Ferroviária Nacional afirmou que «a solução não é sustentável do ponto de vista de exploração, porque, em limite, obrigaria a que todo e qualquer comboio de mercadorias que circulasse neste troço [...] teria de ser dotado de tracção dupla apenas para evitar um hipotético incidente neste local. Tal introduziria uma elevada ineficiência pelos custos técnicos, operacionais e financeiros que tal solução acarretaria à operação.». Apesar dos protestos, em 2009 a obra recebeu uma declaração de impacte ambiental favorável condicionada do Ministério do Ambiente, onde se determinou que deveriam ser empregues várias medidas para reduzir o nível de ruído e as vibrações provocadas pela passagem dos comboios, e que os proprietários deveriam ser pagos de forma justa pelas expropriações dos edifícios a demolir pela quadruplicação da via férrea. Aconselhou igualmente a empresa a expropriar igualmente os edifícios residenciais «cuja função de habitabilidade seja significativamente afectada pela sua proximidade à linha.». Esta planeada quadruplicação não se concretizou conforme aprazado, e, em dados de 2023, a via férrea no local desta interface mantem-se como apenas dupla.
Em 2010, a estação de Rio Tinto possuía duas vias de circulação, ambas apresentando um comprimento útil de 480 m; as plataformas tinham de 137 e 161 m de extensão, e 90 cm de altura — valores mais tarde alterados para os atuais.

Em 23 de Janeiro de 2018, uma pessoa morreu após ter sido atropelada por um comboio regional junto a Rio Tinto.

## Ver também

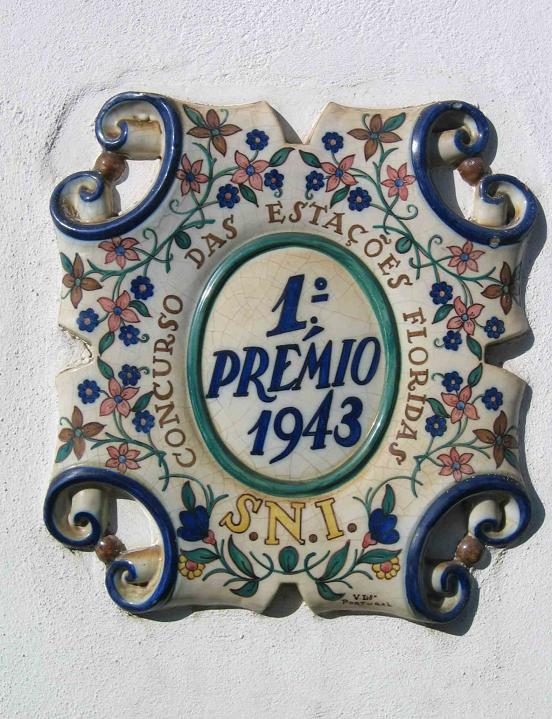
«Concurso das Estações floridas – 1º Prémio 1943»

## Leitura recomendada
- Rio Tinto: roteiro turístico. Paços de Ferreira: Héstia Editores. 2006. 21 páginas
- ANTUNES, J. A. Aranha;  et al. (2010). 1910-2010: O caminho de ferro em Portugal. Lisboa: CP-Comboios de Portugal e REFER - Rede Ferroviária Nacional. 233 páginas. ISBN 978-989-97035-0-6